# Hazel Hinda
Hazel Hinda est une actrice namibienne.

## Carrière
Hazel Hinda étudie à l'école de filles de Springbok et prend des cours du soir au College of the Arts (en) de Windhoek*.
Elle joue le rôle de Dantagos dans la soap opera sud-africaine Sewende Laan pendant trois ans, joue le rôle de Sylvia dans The White Line (en) en 2019 avant de jouer au National Theatre of Namibia (en) la même année la pièce de théâtre Anna & Christelle.
Elle remporte l'Africa Movie Academy Award de la meilleure actrice dans un second rôle en 2021 pour son rôle de Moira dans Hairareb (en),.